# Амбер (форт)
Форт Амер або Форт Амбер — форт, розташований в Амері, Раджастхан, Індія. Амер — місто площею 4 квадратні кілометри (1,5 миля2) розташоване за 11 кілометрів (6,8 миля) від Джайпура, столиці Раджастхану. Розташований високо на пагорбі, він є головною туристичною визначною пам'яткою Джайпура. Форт Амер відомий елементами художнього стилю. З його великими валами, низкою брам і брукованими доріжками форт виходить на озеро Маота, яке є основним джерелом води для палацу Амер.
Палац Амер є чудовим прикладом раджпутської архітектури. Деякі з його будівель і робіт мають вплив архітектури Великих Моголів. Побудований із червоного пісковика та мармуру, привабливий розкішний палац складається з чотирьох рівнів, на кожному з яких є внутрішнє подвір'я. Він складається з Diwan-e-Aam, або «Залу публічних аудієнцій», Diwan-e-Khas, або «Залу приватних аудієнцій», Sheesh Mahal (дзеркального палацу), або Jai Mandir, і Sukh Niwas, де прохолодний клімат штучно створюється вітрами, які дмуть над водним каскадом усередині палацу. Тому форт Амер також відомий як палац Амер. Палац був резиденцією раджпутських магараджів та їхніх родин. Біля входу до палацу біля фортечної брами Ґанеш є храм, присвячений Шилі Деві, богині культу Чайтанья, який був переданий Раджі Ман Сінґгу, коли він переміг Раджу Джессора, Бенгалія в 1604 році. (Джессор зараз перебуває в Бангладеші). Раджа Ман Сінґг мав 12 королев, тому він зробив 12 кімнат, по одній для кожної королеви. Кожна кімната мала сходи, з'єднані з кімнатою короля, але королеви не мали права підніматися нагору. Раджа Джай Сінґг мав лише одну королеву, тому він побудував одну кімнату, рівну трьом старим кімнатам королеви.
Цей палац, разом із фортом Джайґарг, розташований прямо над Чіл ка Тіла (Пагорб Орлів) того ж пагорба Араваллі. Палац і форт Джайґарг вважаються одним комплексом, оскільки вони з'єднані підземним переходом. Цей прохід був задуманий як шлях втечі під час війни, щоб члени королівської родини та інші особи у форті Амер могли перейти до більш сумного форту Джайґарг. Згідно з даними керівника Департаменту археології та музеїв, щорічне туристичне відвідування Амерського палацу становить 5000 відвідувачів на день, 1,4 мільйона відвідувачів протягом 2007 року На 37-й сесії Комітету Світової спадщини, що відбулася в Пномпені, Камбоджа, у 2013 році, форт Амер разом із п'ятьма іншими фортами Раджастхану був оголошений ЮНЕСКО об'єктом Світової спадщини як частина групи Фортець на пагорбах Раджастхану.

## Етимологія
Амер або Амбер, отримав свою назву від храму Амбікешвар, побудованого на вершині Чіл-ка-Тіла. Амбікашвара — місцева назва бога Шиви. Однак місцевий фольклор припускає, що назва форту походить від імені Амби, богині-матері Дурґи.

## Географія
Палац Амер розташований на лісистому пагорбі, який впадає в озеро Маота поблизу міста Амер, приблизно за 11 кілометрів (6,8 миль) від міста Джайпур, столиці Раджастхану. Палац розташований біля національного шосе 11C до Делі. Вузька дорога повного приводу веде до в'їзних воріт, відомих як Сурадж Пол (Сонячна брама) форту. Тепер для туристів вважається набагато етичнішим їздити до форту на джипах, ніж їздити верхи на слонах.

## Історія

### Рання історія

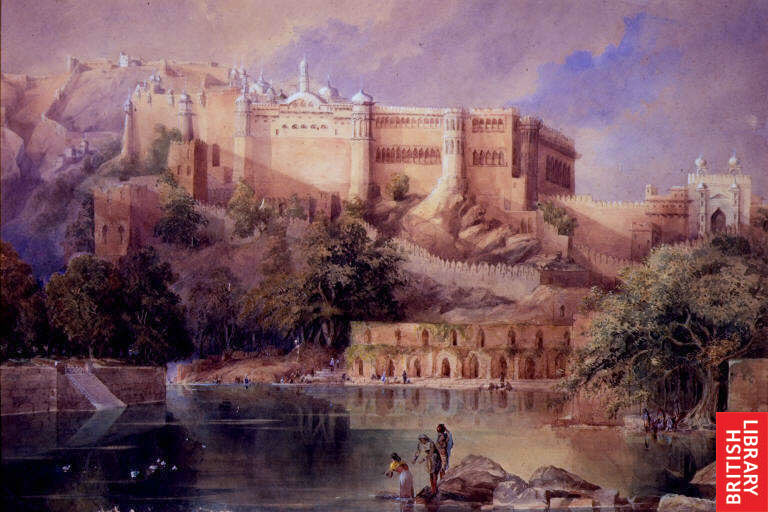
Вид на форт Амер в Раджастхані; акварель, близько 1860 р.

Амбер був штатом Міна, яким правив його клан Сусават. Після перемоги над ним Какіл Део, син Дулгерая, зробив Амбер столицею Дгундгара після Кхоха.
Штат Джайпур раніше був відомий як Амбер або Дгундгар і контролювався вождями Міна п'яти різних племен, які перебували під сюзеренітетом Раджпута Барґурджара з Деоті. Пізніше князь Качваги Дулха Рай знищив суверенітет Мін, а також переміг Барґурджарів із Деолі та повністю взяв Дгундгар під владу Качваги.
Бурштиновий форт спочатку був побудований раджею Ман Сінґгом. Джай Сінґг І розширив його. Упродовж наступних 150 років змінювалися правителі та вдосконалювалися, поки Качвага не переніс свою столицю до Джайпура за часів Саваї Джай Сінґга II у 1727 році. Амер був відомий у середньовічний період як Дгундгар (що означає жертовну гору на західних кордонах) і правив Качвагами з 11 століття і далі — між 1037 і 1727 роками нашої ери, доки столицю не було перенесено з Амера до Джайпура. Історія Амера нерозривно пов'язана з цими правителями, оскільки вони заснували свою імперію в Амері.

## Макет

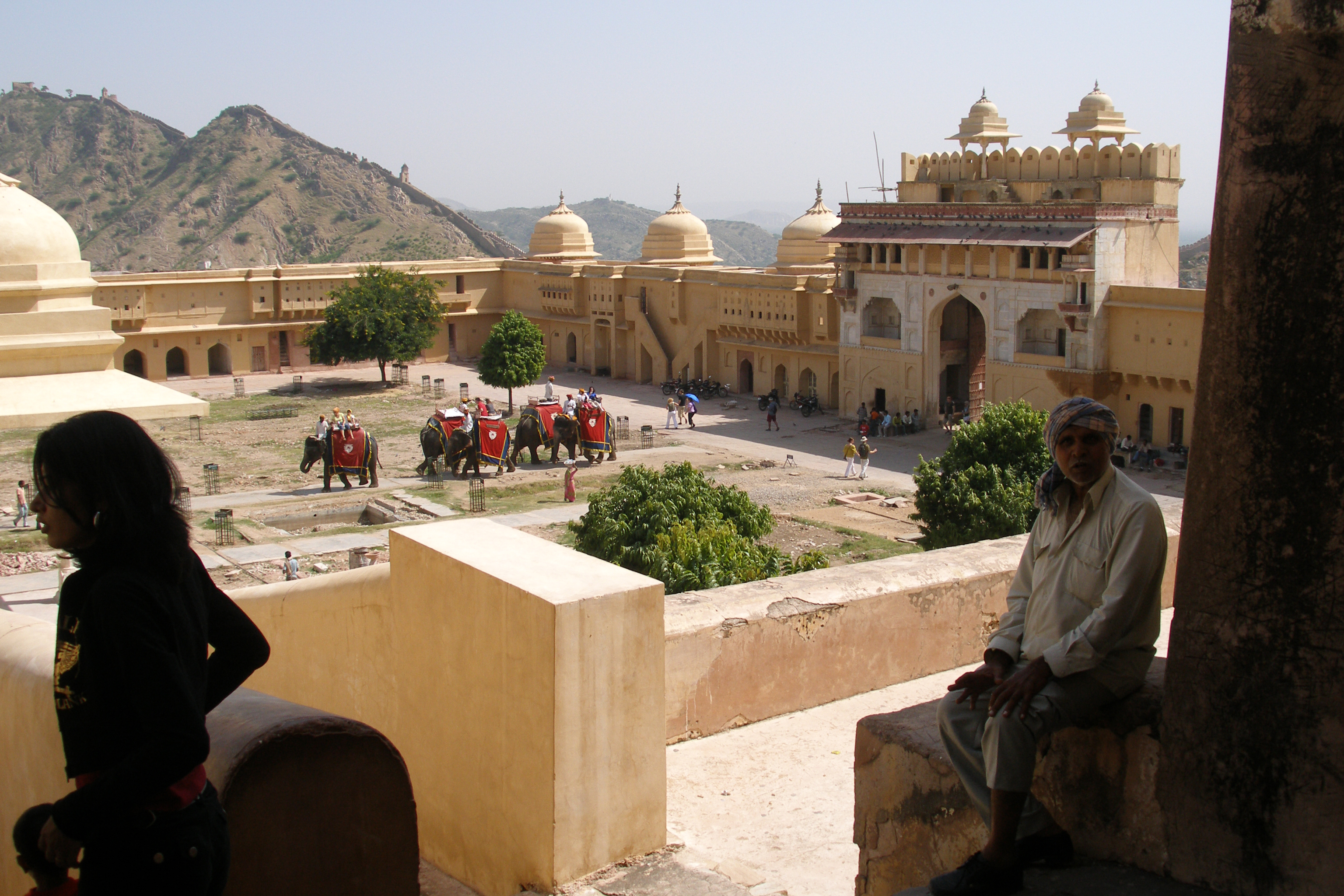
Подвір'я Зенана форту Амер

Палац розділений на шість окремих, але основних секцій, кожна з яких має власну вхідну браму та внутрішнє подвір'я. Головний вхід через Suraj Pol (Брама Сонця), яка веде до першого головного подвір'я. Це було місце, де армії проводили паради перемоги з військовими нагородами після повернення з битв, свідками яких також були жінки королівської родини через ґратчасті вікна
Ця брама була побудована виключно і була забезпечена охороною, оскільки це був головний вхід до палацу. Вони дивилися на схід до сонця, що сходить, звідси й назва. Через цю браму до палацу входили королівські кавалькади та сановники.
Jaleb Chowk — арабська фраза, що означає місце для збору солдатів. Це одне із чотирьох внутрішніх подвір'їв палацу Амер, яке було побудоване під час правління Саваї Джай Сінґга (1693—1743 рр. н. е.). Особиста охорона Магараджі проводила тут паради під командуванням командувача армією або Фауджа Бакші. Магараджа інспектував гвардійський контингент. До внутрішнього подвір'я примикали стайні, а кімнати верхнього рівня займали охоронці.

### Перше подвір'я

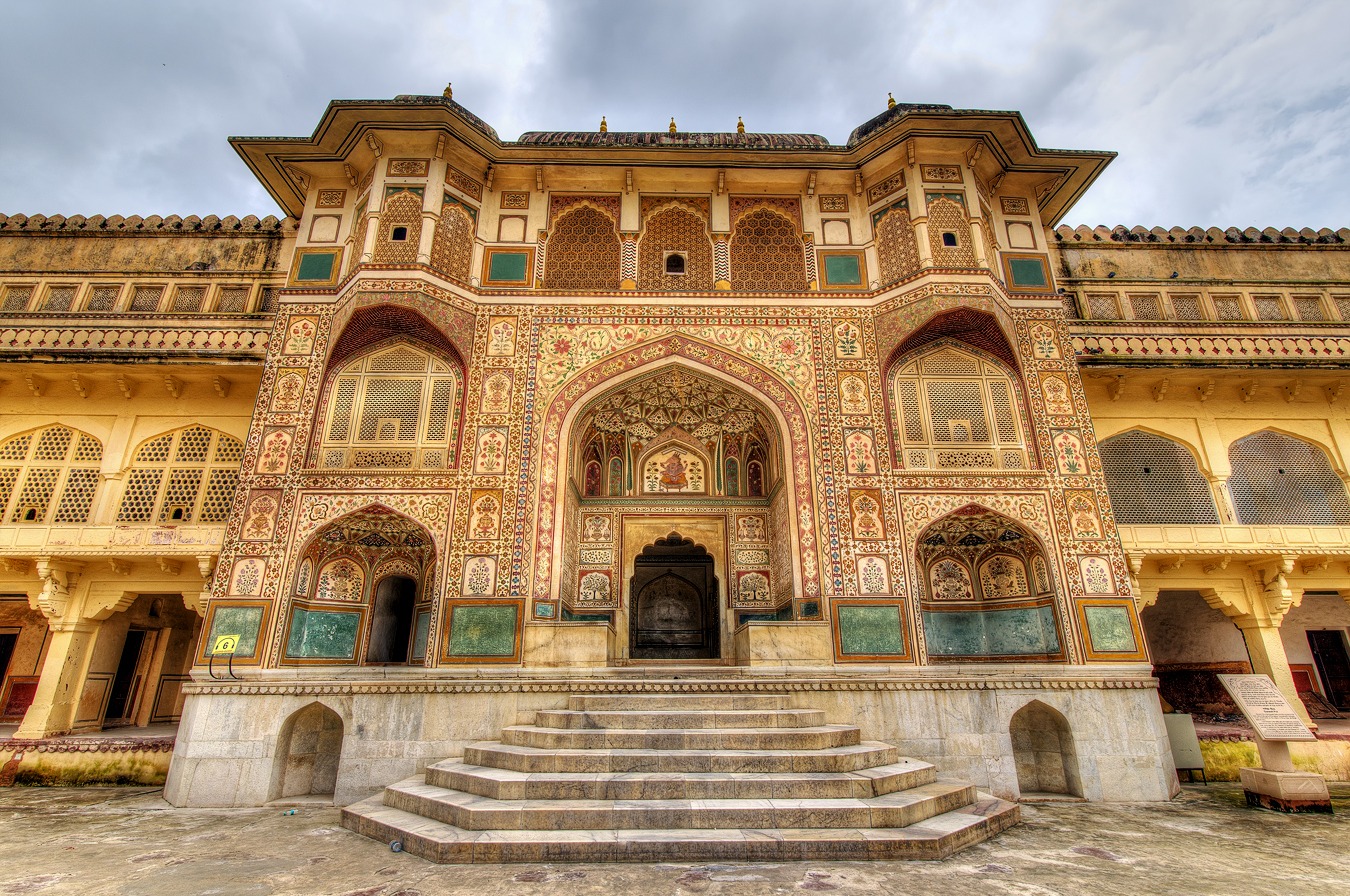
Вхід Ganesh Pol

Вражаючі сходи з Jalebi Chowk ведуть до головної території палацу. Тут, біля входу праворуч від сходів, розташований храм Сила Деві, де поклонялися раджпутські магараджі, починаючи з Магараджі Мансінґа в 16 столітті до 1980-х років, коли ритуал жертвоприношення тварин (жертвоприношення буйвола) практикувала королівська особа, було зупинено.
Ґанеш Пол, або Брама Ґанеші, названі на честь індуїстського бога Ґанеша, який усуває всі життєві перешкоди, є входом до приватних палаців Магараджа. Це трирівнева споруда з багатьма фресками, які також були побудовані за наказом Мірзи Раджі Джай Сінґга (1621—1627). Над цією брамою розташований Сугаґ Мандір, де дами королівської родини спостерігали за заходами, які проводилися в Діван-і-Аам, через ґратчасті мармурові вікна, які називаються «джалі».
Храм Сила Деві

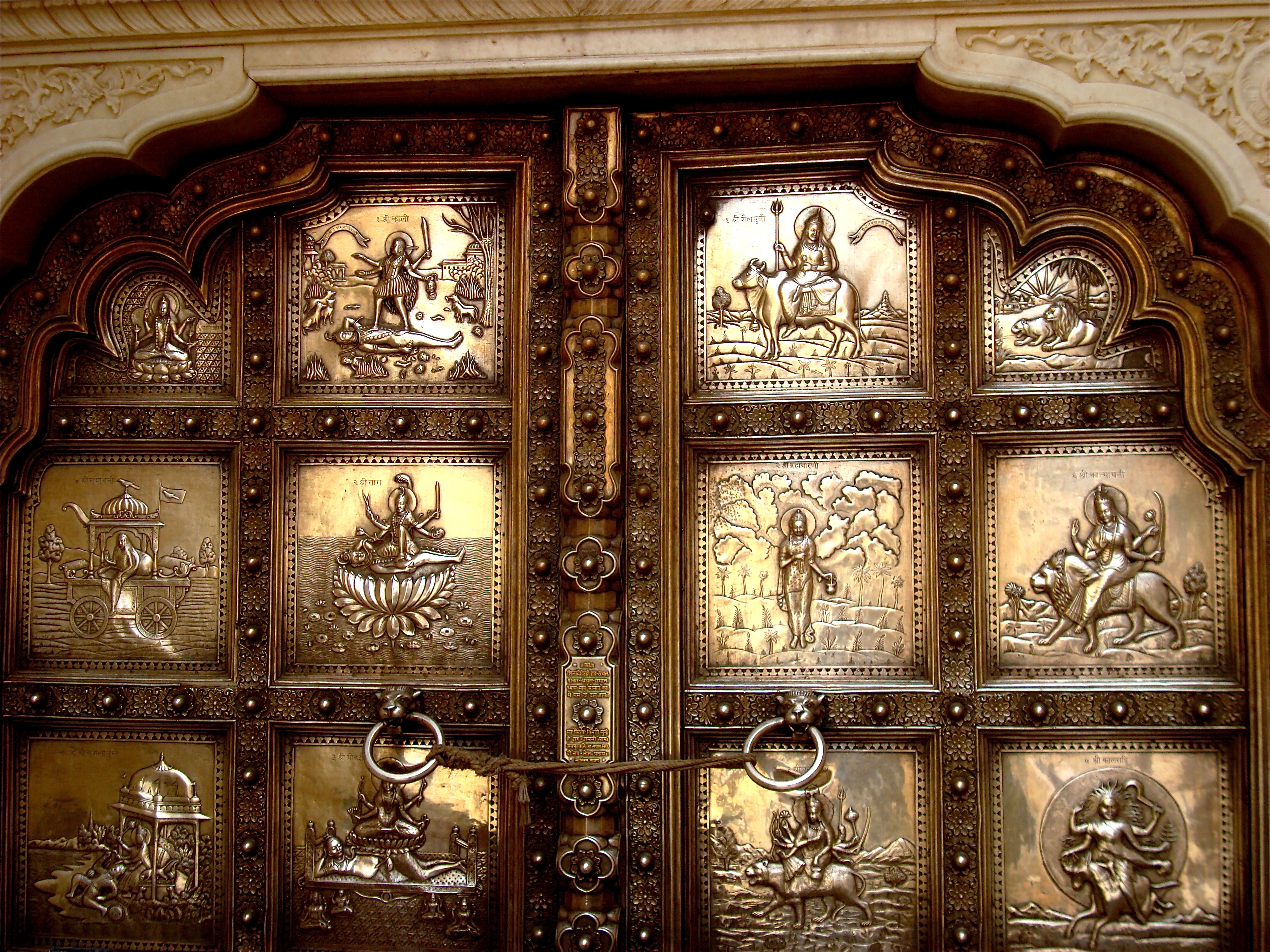
Рельєфні двостулкові срібні двері до храму Сила Деві

Праворуч від Джалебі-Чоук є невеликий, але елегантний храм, який називається храмом Сила Деві (Сіла Деві була втіленням Калі або Дурґи). Вхід до храму здійснюється через подвійні двері, укриті сріблом із рельєфом. Головне божество всередині святилища оточене двома левами зі срібла. Легенда, пов'язана із встановленням цього божества, полягає в тому, що махараджа Ман Сінґг шукав благословення Калі для перемоги в битві проти раджі Джессора в Бенгалії. Богиня наказала раджі уві сні дістати її зображення з морського дна, встановити його та поклонятися йому. Раджа після перемоги в битві над Бенгалією в 1604 році дістав ідола з моря, установив його в храмі і назвав його Сила Деві, оскільки він був вирізьблений з єдиної кам'яної плити. Біля входу в храм також є різьблене зображення бога Ґанеші, зроблене з цілісного шматка корала.
Інша версія інсталяції Сила Деві полягає в тому, що Раджа Ман Сінґг, перемігши Раджу Джессора, отримав у подарунок чорну кам'яну плиту, яка, як кажуть, була пов'язана з епосом Магабгарати, в якому Камса вбив старших братів і сестер бога Крішни на цьому камені. В обмін на цей подарунок Ман Сінґг повернув королівство, яке він завоював, раджі Бенгалії. Цей камінь потім використовувався для вирізьблення зображення Дурґи Магішасурамардіні, який убив царя демонів Магішасуру та встановив його у храмі форту як Сила Деві. Із тих пір Силі Деві поклонялися як родоводу родини раджпутів у Джайпурі. Однак їхнім сімейним божеством продовжував залишатися Джамва Мата з Рамгарха.
Ще одна практика, пов'язана з цим храмом, — це релігійні обряди жертвопринесення тварин під час святкових днів Навратрі (дев'ятиденне свято, яке відзначається двічі на рік). За традицією на восьмий день свята перед храмом приносили в жертву буйвола, а також кіз у присутності королівської родини під наглядом великого зібрання відданих. Ця практика була заборонена законом від 1975 року, після чого жертвоприношення проводилося на території палацу в Джайпурі суто як приватний захід, за яким спостерігали лише близькі родичі королівської родини. Однак зараз практика жертвоприношень тварин у храмах повністю припинена, і підношення богині є лише вегетаріанськими.

### Друге подвір'я
У другому подвір'ї, вгорі по головних сходах внутрішнього подвір'я першого рівня, розміщено Diwan-i-Aam або Зал для громадських аудієнцій. Діван-і-Аам, побудований із подвійним рядом колон, є піднятою платформою з 27 колонадами, кожна з яких укріплена капітеллю у формі слона з галереями над нею. Як випливає з назви, раджа (король) проводив тут аудієнцію, щоб вислухати та отримати петиції від громадськості.

### Третє подвір'я

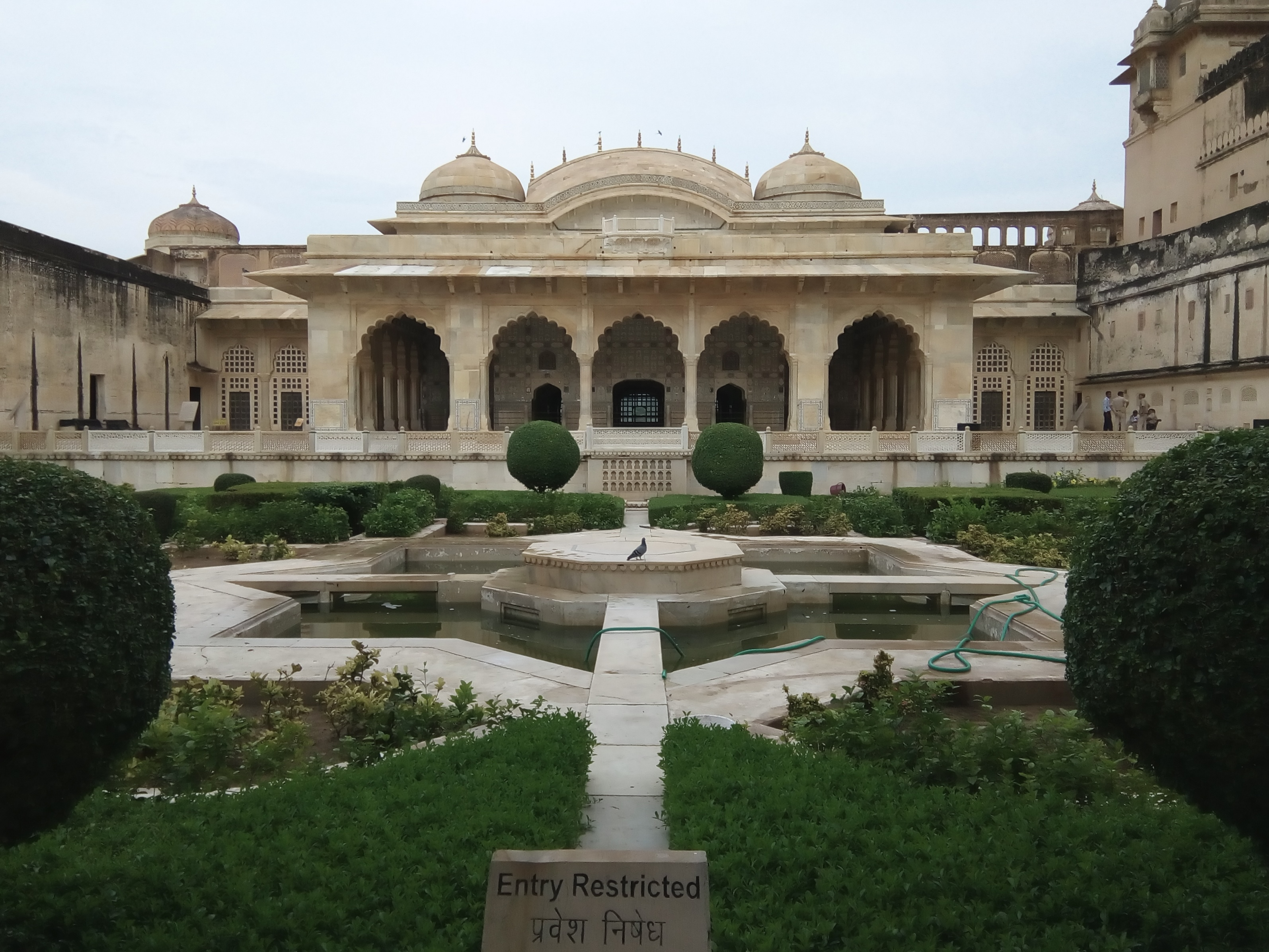
Шиш-Магал, вид спереду

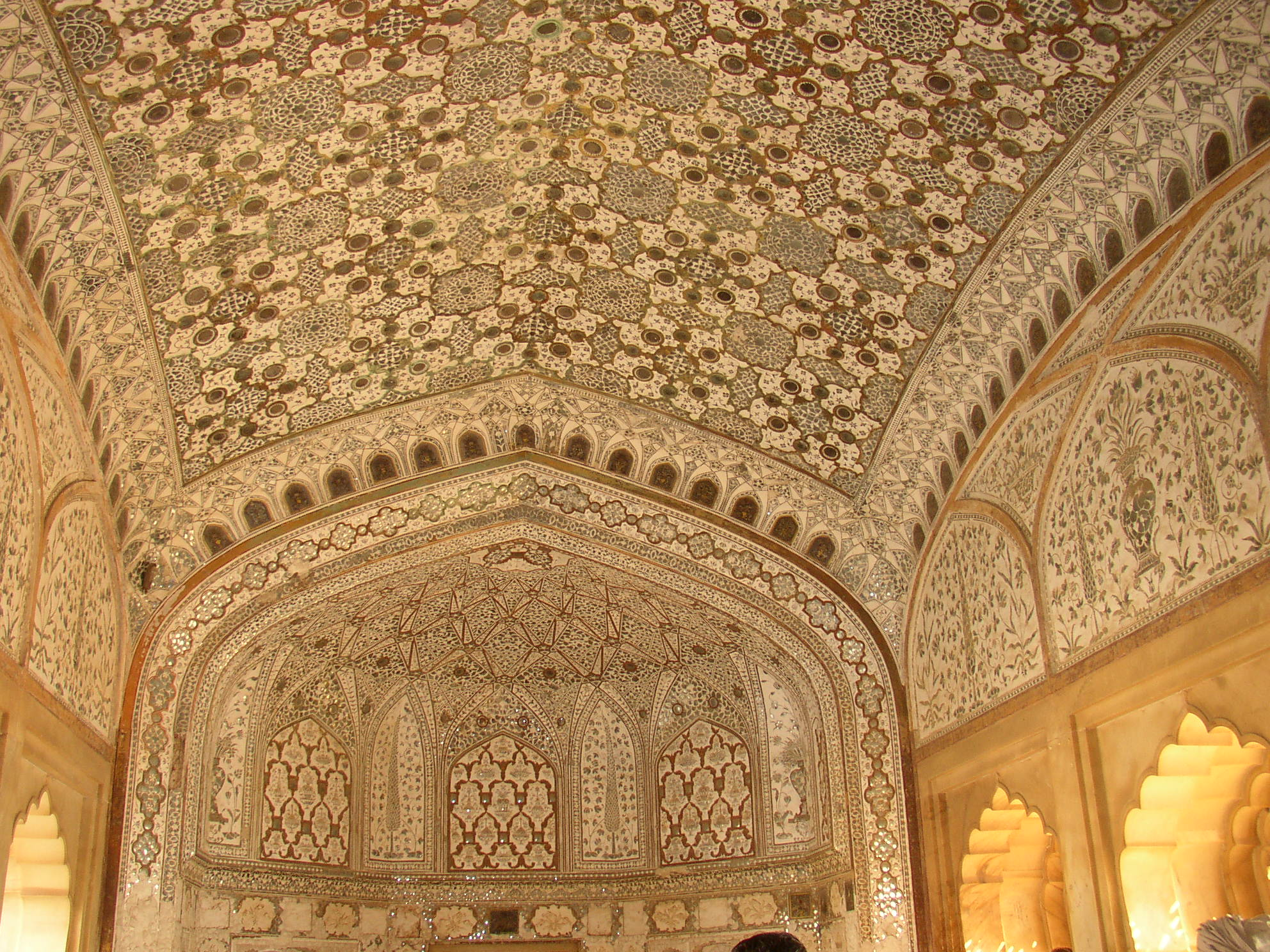
Дзеркальна стеля в Дзеркальному палаці

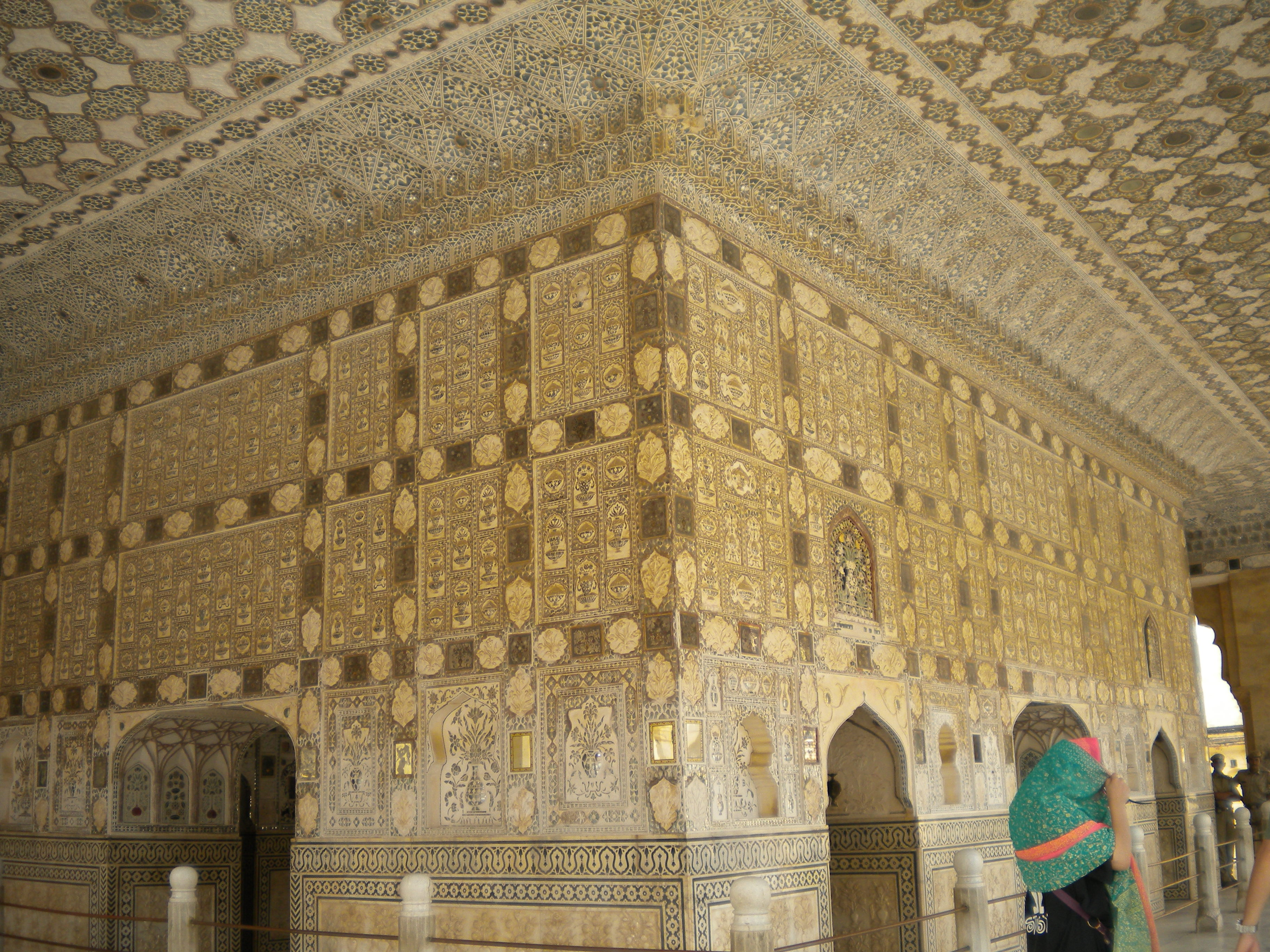
Інтер'єр Sheesh Mahal

У третьому подвір'ї розташовувалися особисті покої магараджі, його сім'ї та прислуги. У цей внутрішній дворик можна потрапити через Ґанеш-Пол або браму Ґанеш, які прикрашені мозаїками та скульптурами. Внутрішнє подвір'я має дві будівлі, розташовані одна навпроти одної, розділені садом, закладеним у стилі садів Великих Моголів. Будівля ліворуч від вхідної брами називається Джай Мандір, яка вишукано прикрашена скляними панелями з інкрустацією та багатодзеркальними стелями. Дзеркала мають опуклу форму та розроблені кольоровою фольгою та фарбою, яка яскраво виблискує під свічками під час використання. Також відомий як Шиш-Магал (дзеркальний палац), дзеркальна мозаїка та кольорові скла були «блискучою скринькою для коштовностей у мерехтливому світлі свічок». Магал Шиш був побудований королем Ман Сінґгом у 16 столітті та завершений у 1727 році. Це також рік заснування штату Джайпур. Однак більшість цих робіт зазнала руйнування в період 1970–80 років, але з тих пір вона перебувала в процесі реставрації та реконструкції. Стіни навколо залу мають різьблені мармурові рельєфні панелі. Із залу відкривається чарівний вид на озеро Маота.
На вершині Джай Мандір розташований Джас Мандір, зал для приватних аудієнцій із квітковими скляними вставками та алебастровими рельєфами.
Інша будівля, яку можна побачити у дворі, розташована навпроти Джай Мандір і відома як Сукх Нівас або Сукх Магал (Зал задоволення). У цей зал можна потрапити через двері з сандалового дерева. Стіни прикрашені мармуровою інкрустацією з нішами під назвою «chînî khâna». Водопровідна труба тече через відкритий канал, який проходить через цю будівлю, зберігаючи прохолоду навколишнього середовища, як у середовищі з кондиціонером. Вода з цього каналу тече в сад.
Чарівна квітка
Особливою визначною пам'яткою тут є різьблена мармурова панель «чарівна квітка» біля основи одного зі стовпів навколо дзеркального палацу, що зображує двох ширяючих метеликів; квітка має сім унікальних малюнків, включаючи риб'ячий хвіст, лотос, кобру з капюшоном, хобот слона, хвіст лева, качан кукурудзи та скорпіона, кожен із яких видно за допомогою спеціального способу часткового приховування панелі руками.
Сад
Сад, розташований між Джай Мандір на сході та Сук Нівас на заході, обидва побудовані на високих платформах у третьому подвір'ї, був побудований Мірзою Раджею Джай Сінґгом (1623–68). Він нанесений на лінії Чагар Баґг або Саду Великих Моголів. Він розташований у заглибленій ложі, що має шестикутну форму. Він викладений вузькими каналами, обкладений мармуром навколо басейну у формі зірки з фонтаном у центрі. Вода для саду тече каскадами через канали із Сукх-Ніва, а також із каскадних каналів, званих «нішами Чіні Кхана», які беруть початок на терасі Джай Мандір.
Трипільська брама
Трипільська брама означає три брами. Це доступ до палацу із заходу. Він відкривається в трьох напрямках: один до Джалеб Чоук, інший до палацу Ман Сінґга і третій до Зенана Деоргі на півдні.
Левова брама
Левова брама, головна брама, колись була брамою, що охоронялася; вона веде до приватних покоїв у приміщеннях палацу та має назву «Левова брама», що свідчить про силу. Побудовані під час правління Савай Джай Сінґга (1699—1743 н. е.), вона покрита фресками; її вирівнювання зигзагоподібне, ймовірно, зроблене таким чином із міркувань безпеки, щоб атакувати зловмисників.

### Четверте подвір'я
У четвертому подвір'я жили зенана (жінки королівської родини, включаючи наложниць або коханок). У цьому внутрішньому дворику є багато віталень, де жили королеви і які відвідував король за своїм вибором, не дізнавшись, до якої королеви він прийшов, оскільки всі кімнати виходять у загальний коридор.
Палац Ман Сінґга I

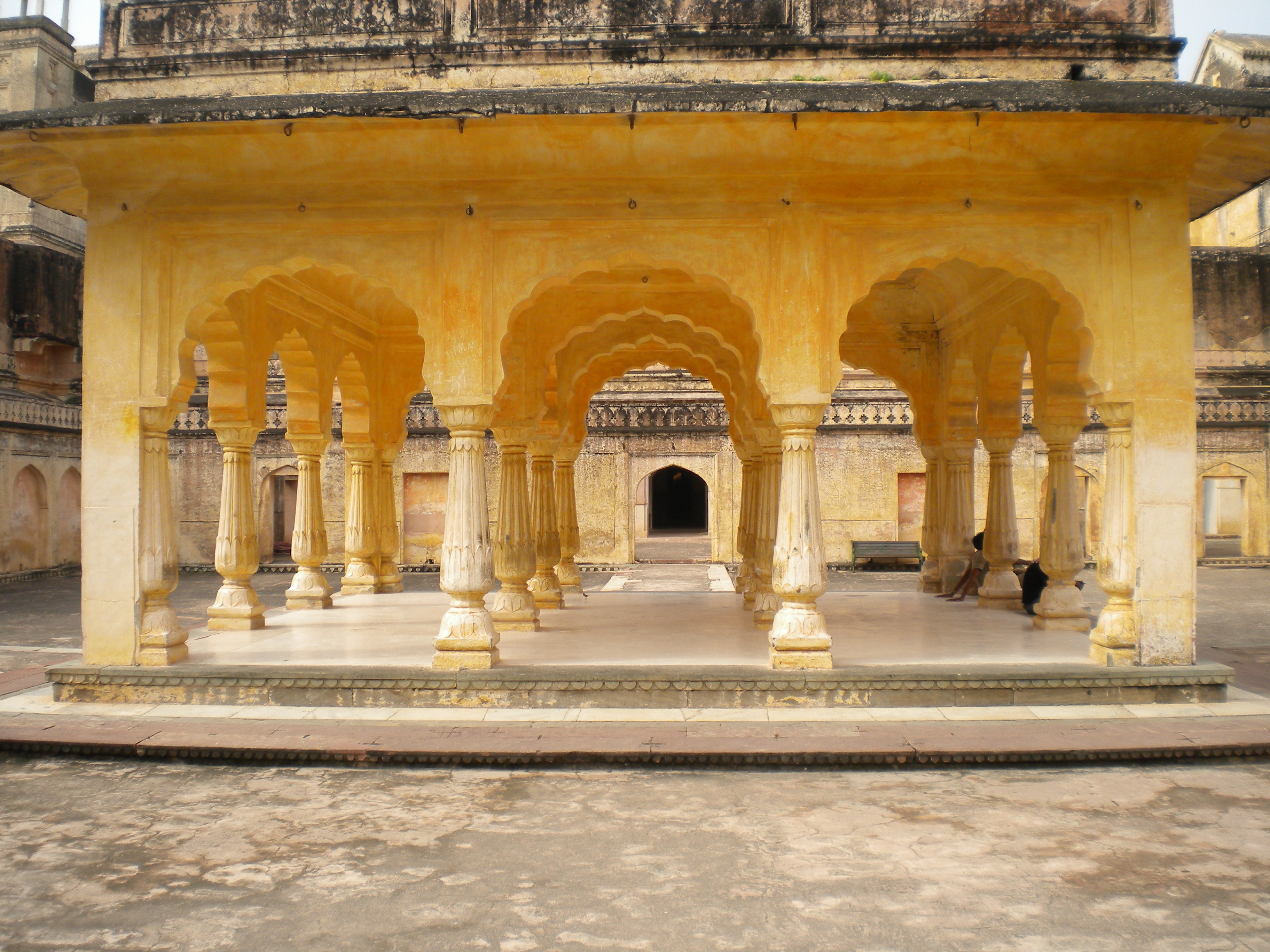
Павільйон Барадарі на палацовій площі Ман Сінґга I

На південь від цього двору розташований палац Ман Сінґга I, який є найстарішою частиною палацового форту. Будівництво палацу тривало 25 років і було завершено в 1599 році під час правління Раджі Ман Сінґга I (1589—1614). Це головний палац. У центральному дворику палацу розташований барадари або павільйон із колонами; фрески та кольорові плитки прикрашають кімнати першого та верхнього поверхів. Цей павільйон (який раніше був закритий шторами для усамітнення) використовувався як місце для зустрічей магарані (королеви королівської родини). Усі сторони цього павільйону з'єднані з кількома невеликими кімнатами з відкритими балконами. Вихід із цього палацу веде до міста Амер, історичного міста з багатьма храмами, величними будинками та мечетями.
Королеви-матері та дружини раджі жили в цій частині палацу в Занані-Деоргі, де також розміщувалися їхні прислуги. Королеви-матері дуже зацікавилися будівництвом храмів у місті Амер.

## Збереження
Шість фортів Раджастану, а саме форти Амбер, Читторґарг, Ґаґрон, Джайсалмер, Кумбгалґарг і Рантгамбор, були включені до списку Світової спадщини ЮНЕСКО під час 37-го засідання Комітету всесвітньої спадщини в Пномпені в червні 2013 року. Вони були визнані серійним культурним надбанням і прикладом архітектури раджпутського військового пагорба.
Місто Амер, яке є невід'ємною та невід'ємною точкою входу до палацу Амер, тепер є містом-культурою, економіка якого залежить від великого потоку туристів (від 4000 до 5000 на день у пік туристичного сезону). Це місто розкинулося на площі 4 квадратні кілометри (1,5 миля2) і має вісімнадцять храмів, три джайнські мандири та три мечеті. Всесвітній фонд пам'яток (WMF) включив його до списку 100 об'єктів світу, що перебувають під загрозою зникнення; кошти на збереження надає грант Robert Wilson Challenge Grant. Станом на 2005 рік близько 87 слонів жили на території форту, але деякі з них страждали від недоїдання.
Управління розвитку та управління Амер (ADMA) провело консерваційні роботи на території палацу Амер вартістю 40 крор рупій (8,88 млн доларів США). Однак ці ремонтні роботи були предметом інтенсивних дискусій і критики щодо їх придатності для підтримки та збереження історичності та архітектурних особливостей стародавніх споруд. Ще одне питання, яке було піднято, це комерціалізація місця.
Кіностудія, яка знімала фільм у форті Амер, пошкодила 500-річний навіс, зруйнувала старий вапняковий дах Чанд Магала, просвердлила отвори для кріплення декорацій і розсипала велику кількість піску в Джалеб Чоук, абсолютно нехтуючи та порушуючи Раджастхан. Закон про пам'ятки, археологічні пам'ятки та антикваріат (1961). Суд Верховного суду Джайпура втрутився та припинив зйомки фільму, зазначивши, що «на жаль, не лише громадськість, але особливо зацікавлені (sic) органи влади стали сліпими, глухими та німими від блиску грошей. Такі пам'ятки історії стали джерелом прибутку».

### Проблеми жорстокого поводження зі слонами
Декілька груп висловили занепокоєння щодо жорстокого поводження зі слонами та їх торгівлі та підкреслили те, що дехто вважає нелюдською практикою під'їжджати на слонах до комплексу Бурштинового палацу. Організація PETA, а також центральне управління зоопарку взялися за цю серйозну проблему. Кажуть, що Хааті-гаон (село слонів) порушує правила контролю за утриманням тварин у неволі, і команда PETA виявила слонів, прикутих до болючих шипів, сліпих, хворих і поранених, яких примушували працювати, а також слонів із понівеченими бивнями та вухами. У 2017 році нью-йоркський туроператор оголосив, що використовуватиме джипи замість слонів для поїздки до Форту Амбер, сказавши, що «не варто схвалювати… якесь справді серйозне жорстоке поводження з тваринами».

## У мистецтві та літературі
Гравюра картини форту В. Персера під назвою Shuhur, Jeypore була опублікована в Fisher's Drawing Room Scrap Book, 1834, з поетичною ілюстрацією Летиції Елізабет Лендон.

## Галерея

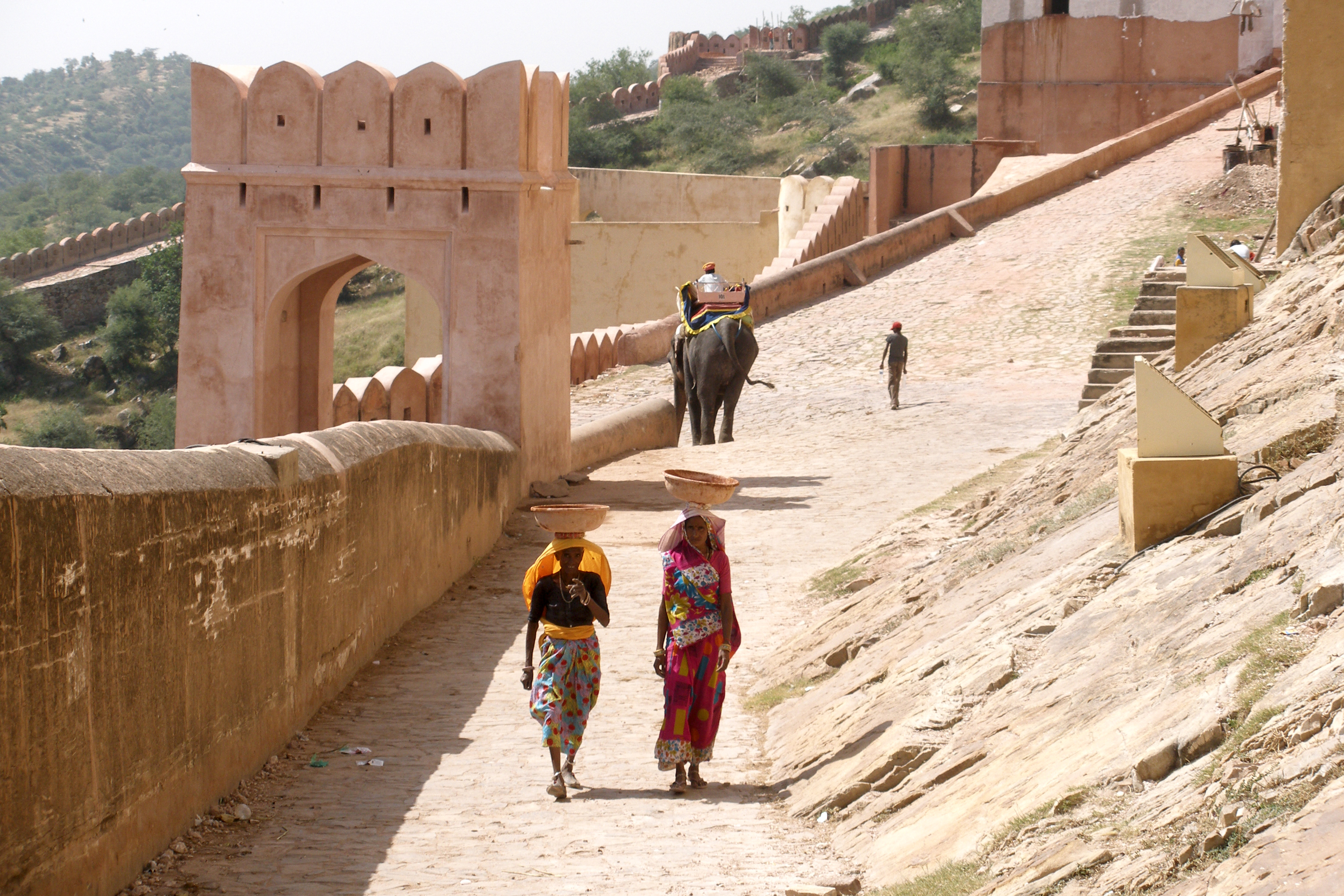
Стіни фортеці
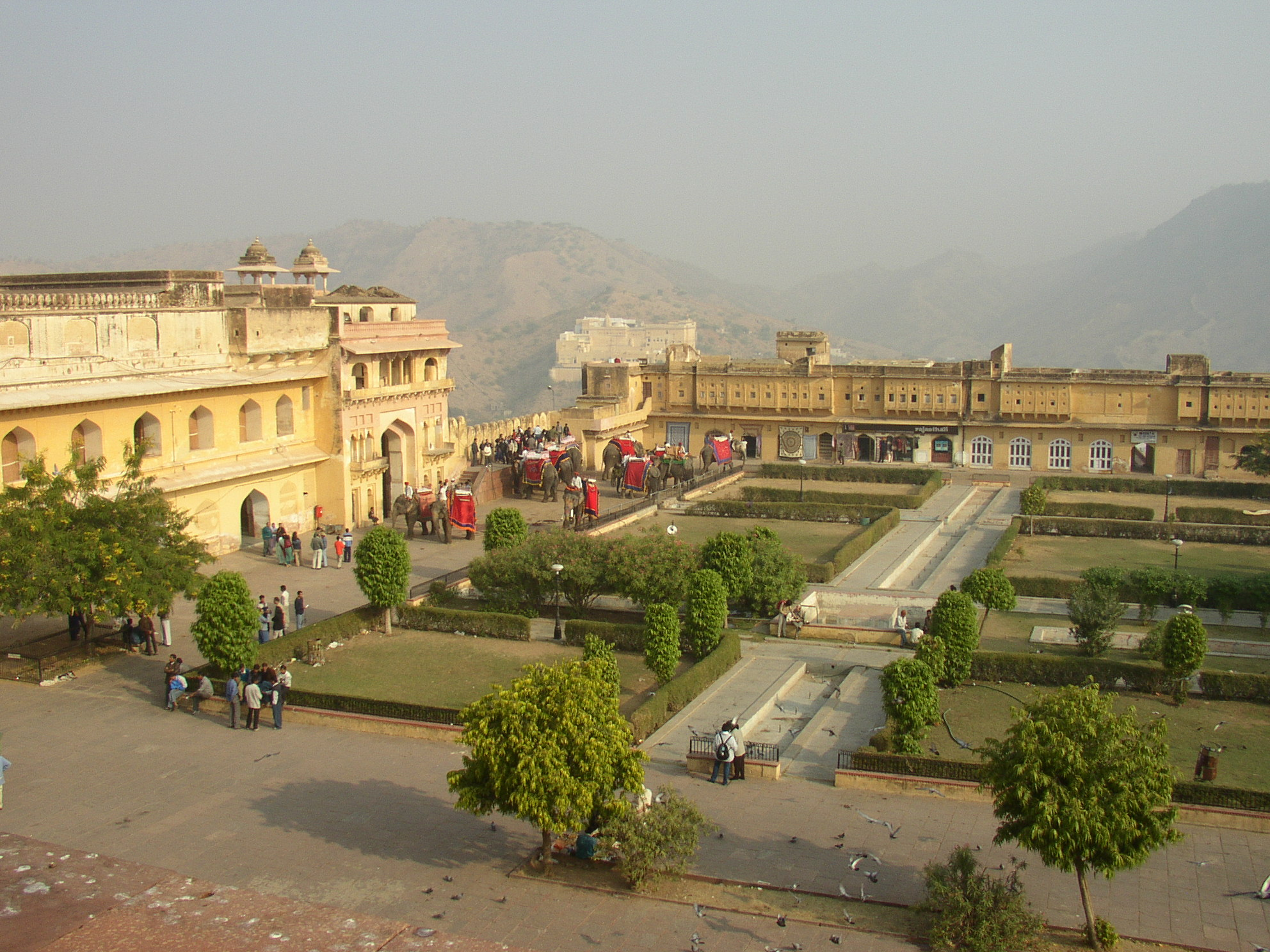
Туристи в'їжджають у фортецю на спинах слонів
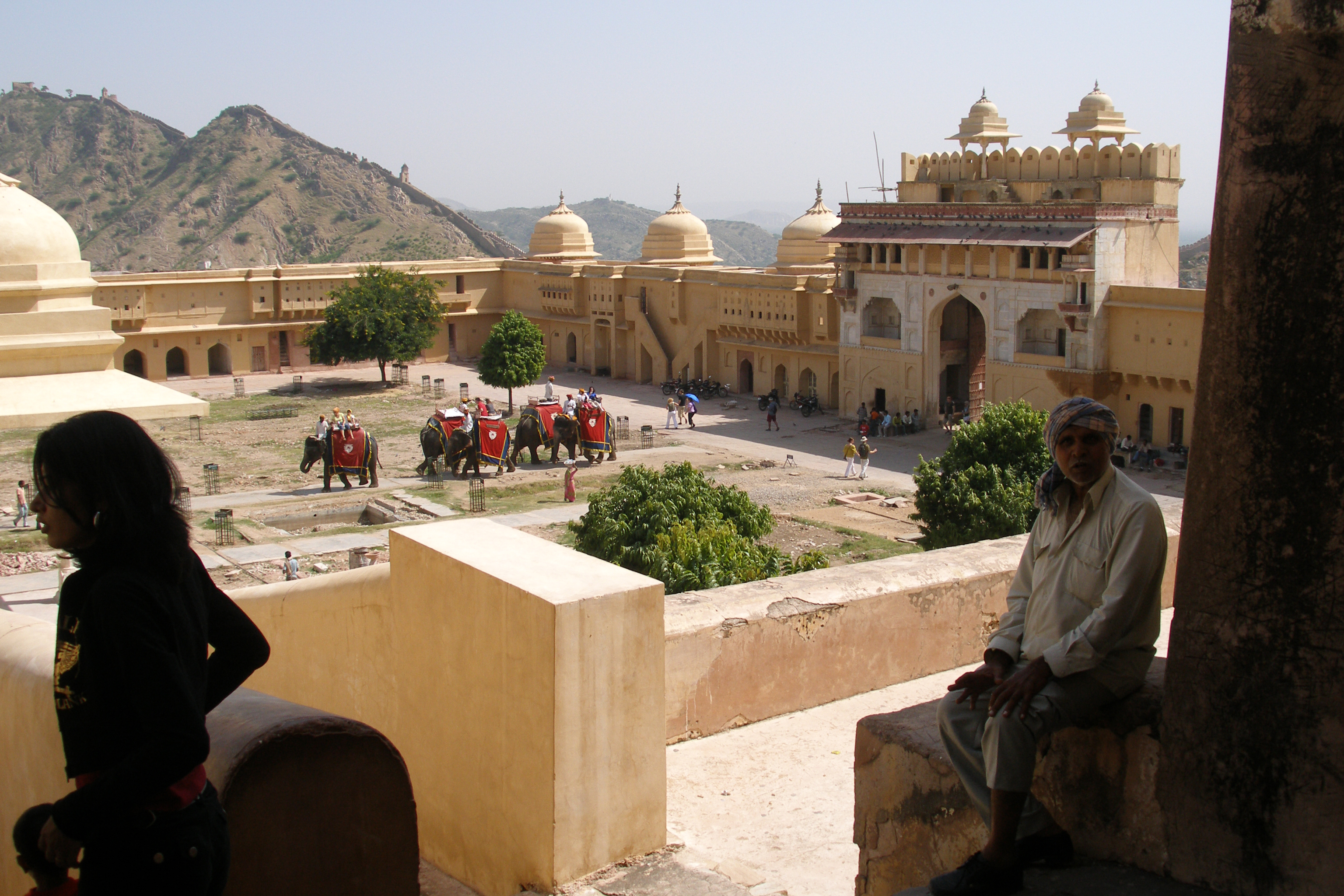
Одне із внутрішніх подвір'їв
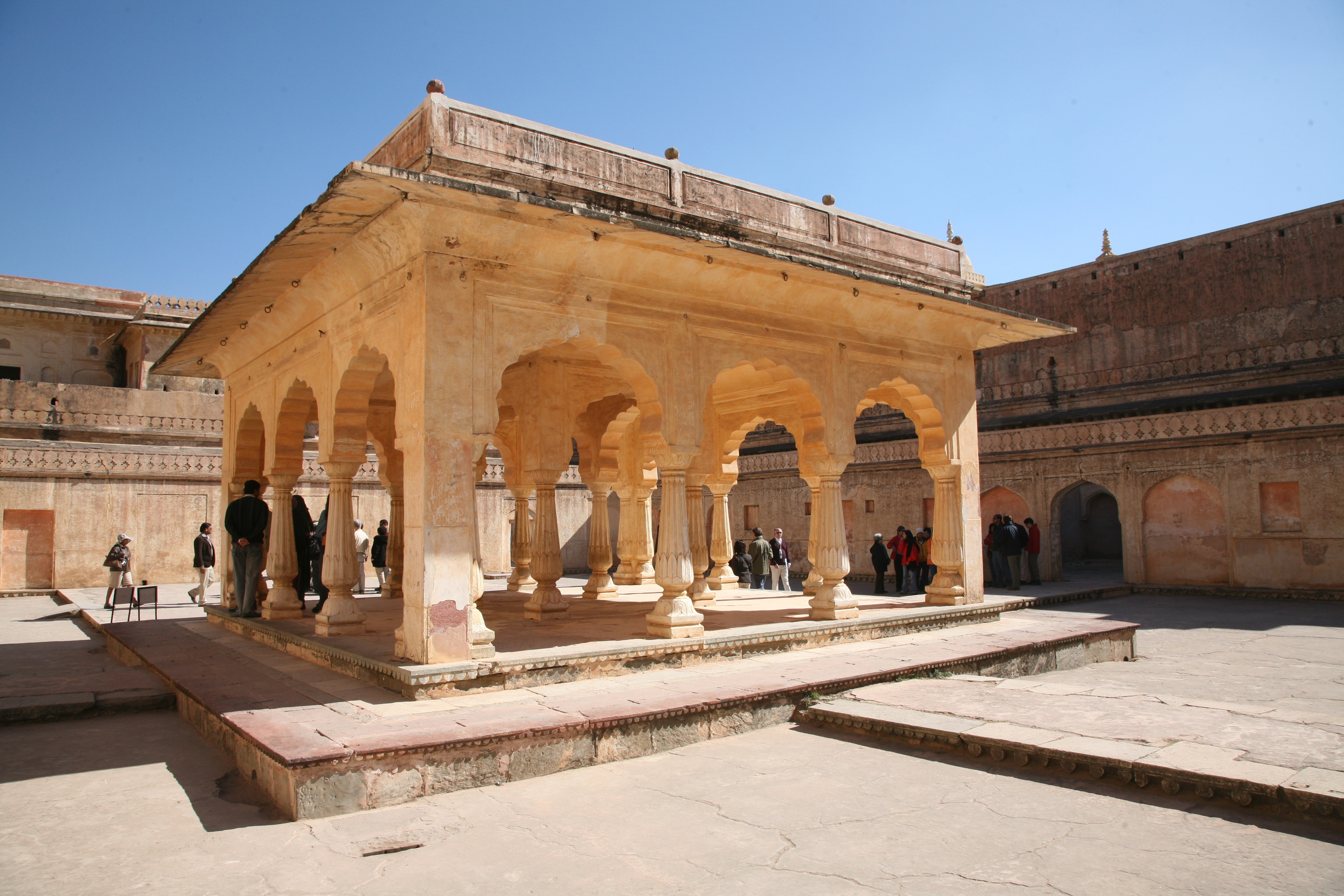
Гаремна частина палацу
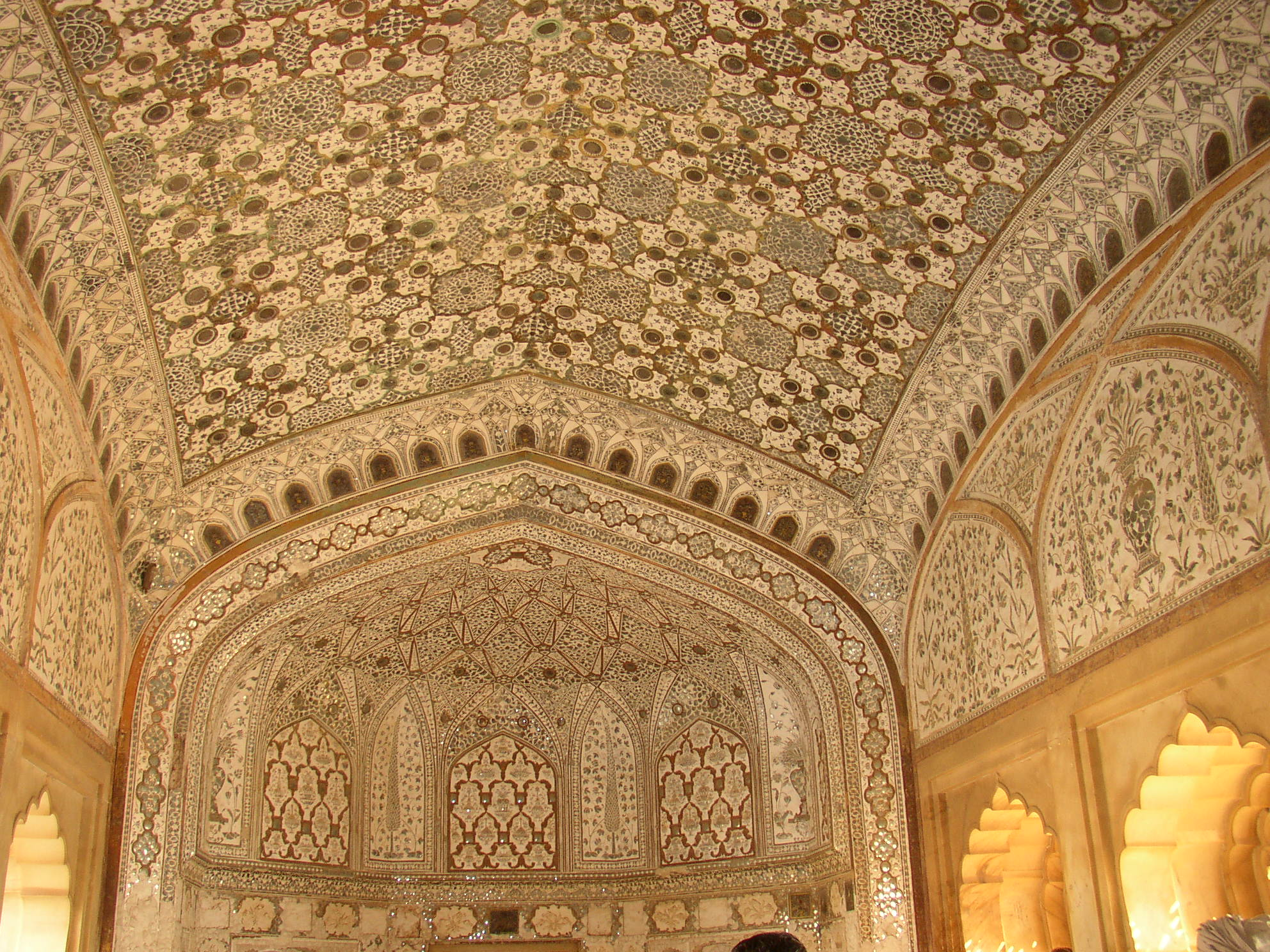
Зал, облицьований безліччю мініатюрних дзеркал
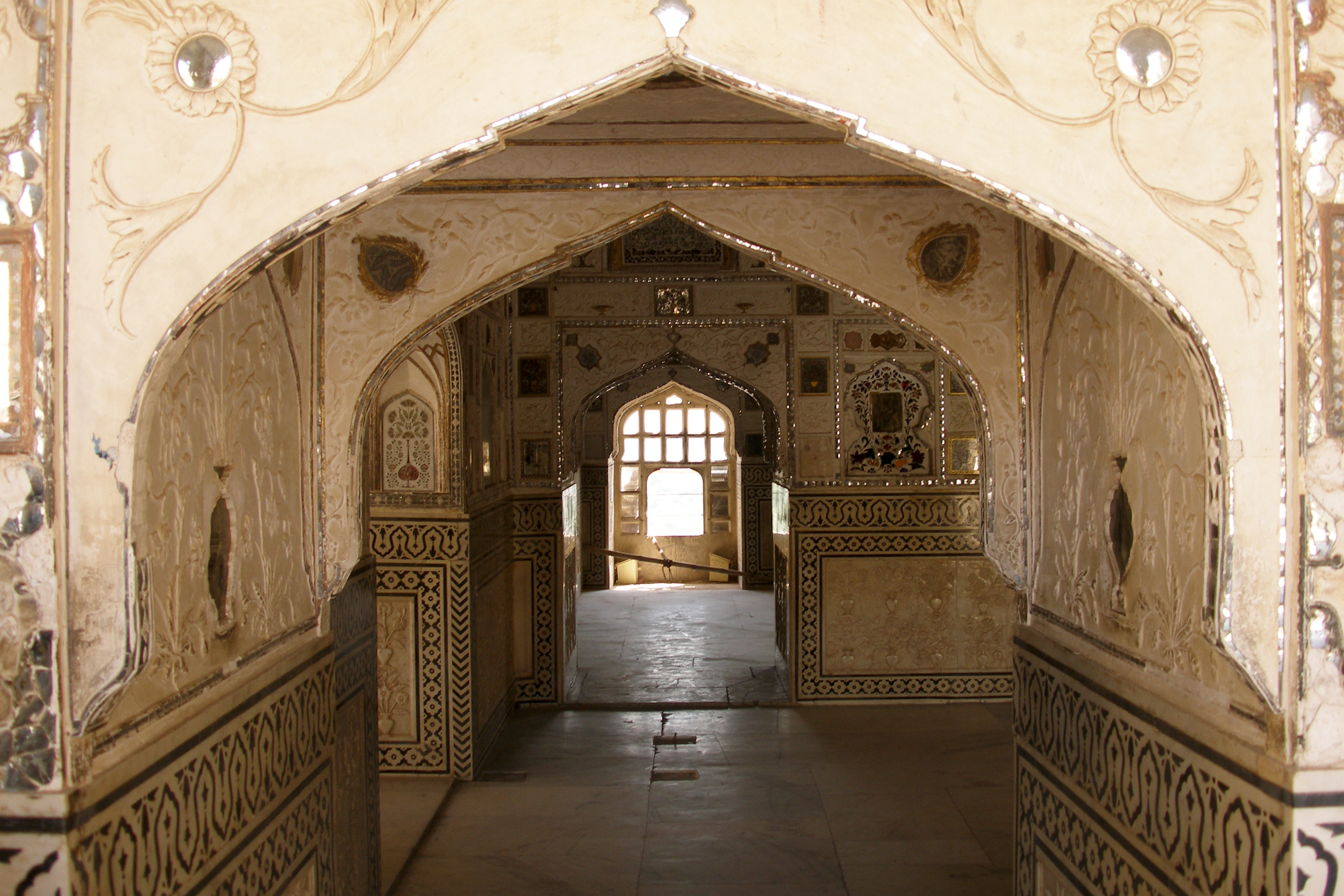
Арка у дзеркальній залі
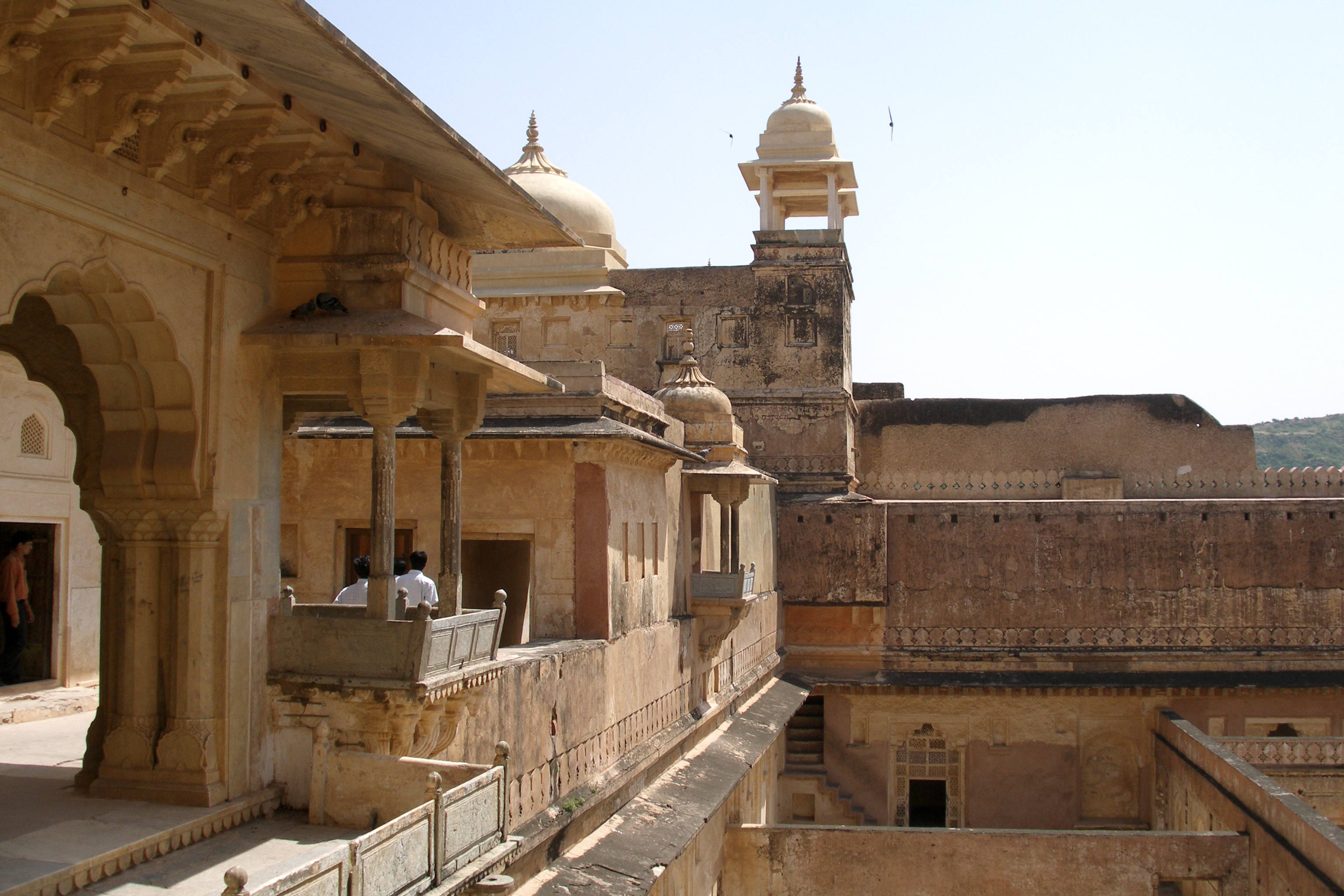
Комбінація індійського та ісламського стилю архітектури
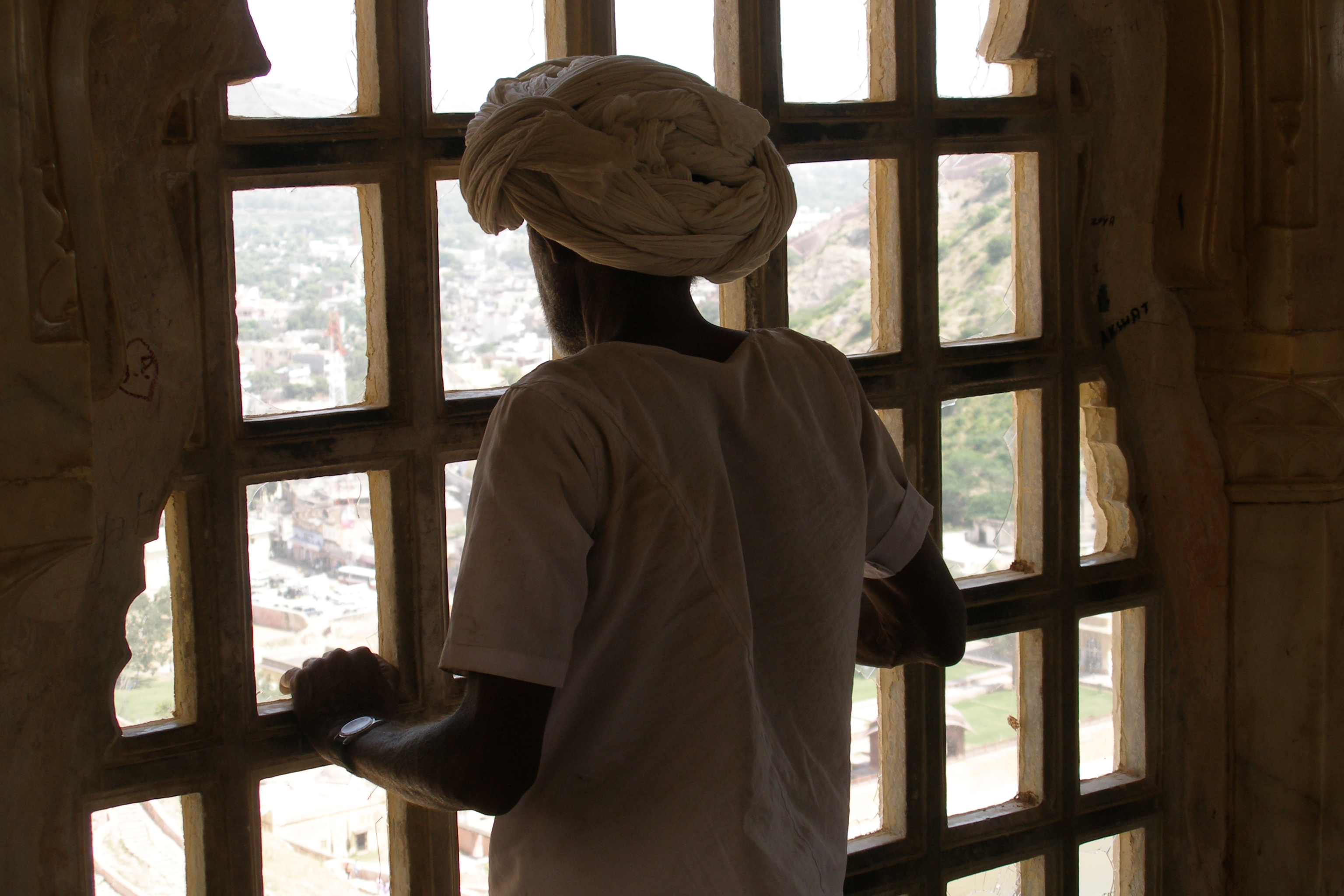
Вікна

## Подальше читання
- Crump, Vivien; Toh, Irene (1996). Rajasthan (hardback). New York: Everyman Guides. p. 400. ISBN 1-85715-887-3.
- Michell, George; Martinelli, Antonio (2005). The Palaces of Rajasthan. London: Frances Lincoln. p. 271 pages. ISBN 978-0-7112-2505-3.
- Tillotson, G.H.R (1987). The Rajput Palaces — The Development of an Architectural Style (Hardback) (First ed.). New Haven and London: Yale University Press. p. 224 pages. ISBN 0-300-03738-4.